# 7월 17일 혁명
7월 17일 혁명 또는 1968년 이라크 혁명은 1968년 7월 17일 이라크에서 바트당 이라크 지부의 아흐마드 하산 알바크르, 사담 후세인, 압달라자크 알-나이프 등의 주도로 발생한 무혈 쿠데타로, 바트당 쿠데타군은 압둘 라흐만 아리프 대통령과 타히르 야흐야 총리의 정부를 무너뜨리고 바트당 정권을 세웠다.
형인 압둘 살람 아리프가 사망한 후 대통령직을 승계한 압둘 라흐만 아리프는 나세르주의자 중에서도 온건주의자로서 1958년 이라크 쿠데타로 공화국이 수립된 이래 처음으로 미국 등 서방과 우호 관계를 쌓으려 접근하기 시작하였다. 이에 군부 내 강경파의 반발이 심화되었고 1966년의 실패한 쿠데타로 정치 분쟁이 가중된 와중에 알바크르의 주도로 쿠데타 계획이 세워졌다.
결국 1968년 7월 17일 바트당의 쿠데타 세력이 국방부, 발전소, 방송국 등 주요 시설을 점령하고 정부 전복을 선포한 뒤 아리프를 비행기에 태워 국외 추방함으로써 무혈 쿠데타가 완결되었다. 이는 바트당이 정부 내의 알나이프와 이브라힘 다우드와 미리 내통, 직위를 약속하며 쿠데타에 참여하도록 전향시켜 둔 덕에 성공하였는데, 이 둘은 쿠데타 이후 숙청되어 국외로 추방당하였다.
이후 정권을 잡은 바트당은 알바크르가 이끌었으나 여러 위기로 그의 입지가 줄었고, 한편으로 사담 후세인의 권력이 점점 떠오르다가 1979년 대통령으로 취임하기에 이르렀다.

## 같이 보기
- 이라크 바트당
- 사담 후세인